# Franz Halberg
Franz Halberg (5 de julio de 1919 (Rumania) - 9 de junio de 2013), fue un biólogo rumano-estadounidense, uno de los fundadores de la cronobiología moderna. Comenzó sus primeros experimentos en los años 1940, y más tarde fundó los laboratorios de Cronobiología de la Universidad de Minnesota. Halberg publicó varios artículos de los seriales de la Comisión de Historia de la Asociación Internacional de Geomagnetismo y Aeronomía (IAGA por sus siglas en inglés), editados por Wilfried Schröder. También publicó en la revista Wege zur Wissenschaft (Los Caminos a la Ciencia en español), también editado por Wilfried Schröder.
Halberg fue miembro de numerosos organismos internacionales, tenía cinco títulos de doctor honoris causa,  y además fue miembro de la Leibniz Sozietät der Wissenschaften (Sociedad Leibniz de Ciencias de Berlín). En los años 1950, Halberg introdujo el término circadiano, que se deriva de circa (lat., “alrededor”) y diem (lat., “día”).